# Уралски федерален окръг
Вижте пояснителната страница за други значения на Урал.
Ура́лският федера́лен о́кръг е административно формирование в състава на Русия, разположено в Урал и Западната част на Сибир. Създаден е с указ на президента на Руската федерации на 13 май 2000 г.
Територията на окръга заема 10,5 % от територията на РФ.
Данъчните отчисления от предприятията в Уралския федерален окръга формират над една трета от федералния бюджет на Русия
Административен център – град Екатеринбург.

## По-големи градове
Екатеринбург, Челябинск, Тюмен, Магнитогорск, Нижни Тагил, Курган, Сургут, Нижневартовск, Златоуст, Каменск Уралски.

## Състав на окръга

### Области
- Курганска
- Свердловска
- Тюменска
- Челябинска

### Автономни окръзи
- Ханти-Мансийски
- Ямало-Ненецки

Територията на окръга надвишава териториите на Германия, Франция, Великобритания и Испания взети заедно.